# Alexander Graham Bell
Alexander Graham Bell (Edimburgo, 3 de março de 1847 – Beinn Bhreagh, 2 de agosto de 1922) foi um cientista, inventor e fonoaudiólogo britânico, naturalizado estadounidense, fundador da Bell Telephone Company, a empresa protagonista dos primeiros passos da implantação do telefone como meio de comunicação de massa à escala internacional.
Embora historicamente Bell tenha sido considerado como o inventor do telefone, o italiano Antonio Meucci foi reconhecido como o seu verdadeiro inventor, em 11 de junho de 2002, pelo Congresso dos Estados Unidos, através da resolução N°. 269. Meucci vendeu o protótipo do aparelho a Bell na década de 1870.
Bell desenvolveu muitas outras invenções, entre elas a construção do hidrofólio e vários estudos de aeronáutica. O seu pai, avô e irmão desenvolveram trabalho em fonologia e locução, o que influenciou profundamente o interesse de Alexander Bell pela investigação em som, e as suas experiências em aparelhos auriculares.
Em 1888, Alexander Graham Bell foi um dos fundadores da National Geographic Society e em 7 de janeiro de 1898 assumiu a presidência da instituição.
Além do trabalho como cientista e inventor, Bell era favorável à esterilização compulsiva, tendo liderado algumas organizações favoráveis à eugenia.

## Biografia
Alexander Graham Bell nasceu em Edimburgo numa família ligada ao ensino de elocução: o seu avô em Londres, seu tio em Dublin, e seu pai, Sr. Alexander Melville Bell, em Edimburgo, eram todos elocucionalistas professados. Este último publicou uma variedade de trabalhos sobre o assunto, dos quais vários são bem conhecidos, em especial o seu tratado na linguagem gestual, que apareceu em Edimburgo em 1868. Neste explica o seu método engenhoso de instruir surdos, por meio visual, como articular palavras e como ler o que as outras pessoas dizem pelo movimento dos lábios (leitura labial). Graham Bell, seu filho distinto, foi educado na escola real de Edimburgo, onde se graduou aos 13 anos. Aos dezesseis fixou uma posição como professor de elocução e de música na academia de Weston house, em Elgin, Escócia. O ano seguinte foi passado na Universidade de Edimburgo. De 1866 a 1867 foi instrutor na universidade de Somersetshire em Bath, Inglaterra. Enquanto esteve na Escócia virou a sua atenção para a ciência da acústica, com o objectivo de melhorar a surdez de sua mãe.
Em 1870, aos 23 anos, mudou-se com a família para o Canadá, onde se estabeleceram em Brantford, Ontário. Antes de sair da Escócia, Alexander Graham Bell virou a sua atenção para o telefone, e no Canadá continuou o seu interesse por máquinas de comunicação.

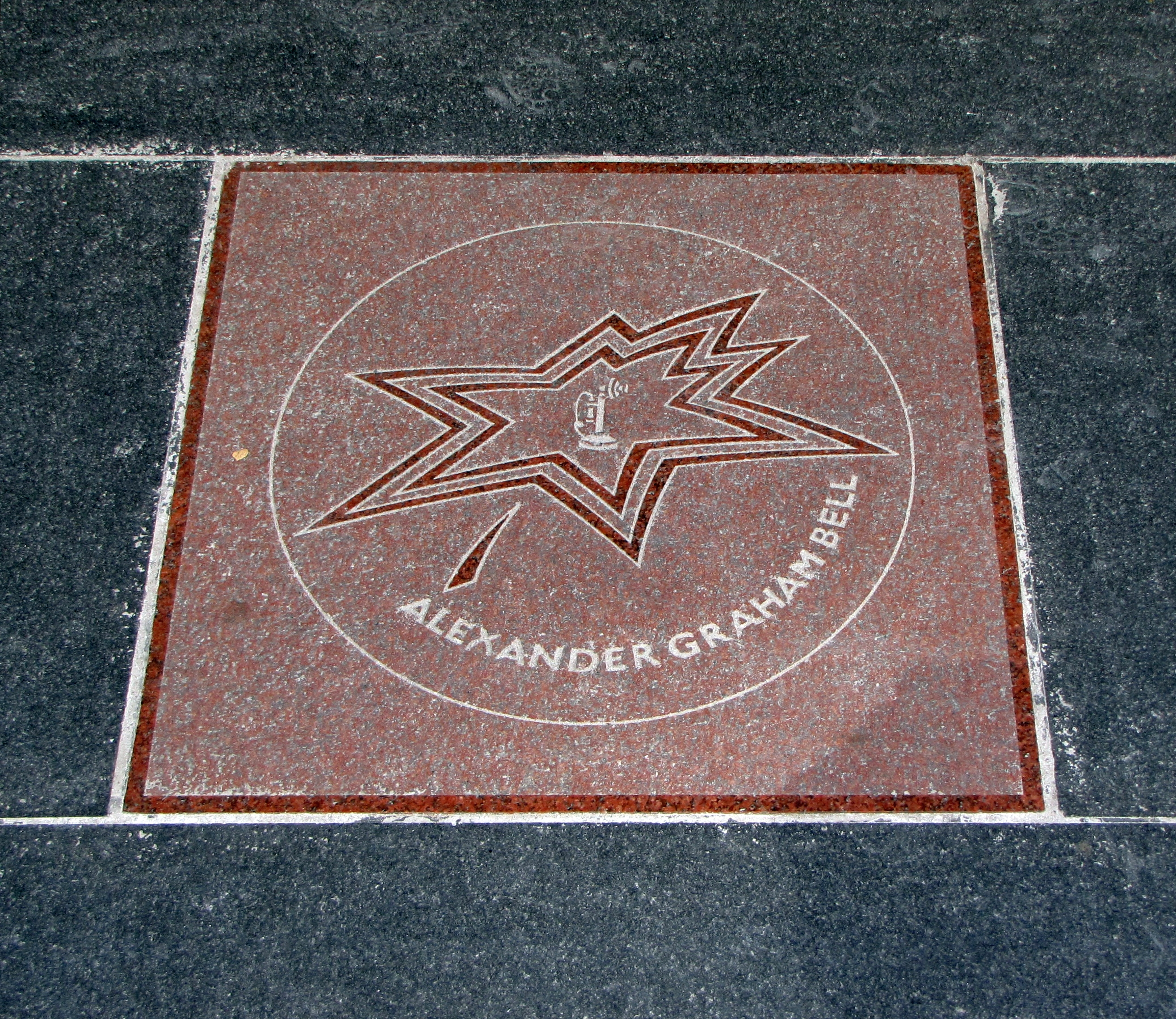
Estrela de Graham Bell na Calçada da fama do Canadá.

Projectou um piano que podia transmitir música a uma certa distância por meio de electricidade. Em 1873 acompanhou seu pai a Montreal, Quebeque, onde foi empregado a ensinar o seu sistema de linguagem gestual. O Bell mais velho foi convidado a introduzir o sistema numa grande escola para mudos em Boston, mas declinou o posto em favor do seu filho, que se tornou logo famoso nos Estados Unidos pelo seu sucesso neste importante trabalho. Alexander Graham Bell publicou mais de um tratado sobre o assunto em Washington, e é principalmente com os seus esforços que os milhares de surdos mudos na América podem agora falar quase, se não completamente, tão bem quanto as pessoas que conseguem ouvir.
Em Boston continuou a sua pesquisa no mesmo campo, e esforçou-se para produzir um telefone que emitisse não somente notas musicais, mas articulasse a fala.
Com financiamento do seu sogro americano, em 7 de Março de 1876, o Escritório de Patentes dos Estados Unidos concedeu-lhe a patente número 174 465 que cobre "o método de, e o instrumento para, transmitir sons vocais ou outros telegraficamente, causando ondulações eléctricas, similares às vibrações do ar que acompanham o som vocal", ou seja o telefone. Após ter obtido a patente para o telefone, Bell continuou suas experiências em comunicação, que culminaram na invenção da photophone - transmissão do som num feixe de luz - um precursor dos sistemas de fibra óptica actuais. Também trabalhou na pesquisa médica e inventou técnicas para ensinar o discurso aos surdos.
Bell teve 18 patentes concedidas em seu nome e outras doze que compartilhou com seus colaboradores. Estas incluem 14 para o telefone e o telégrafo, quatro para o photophone, uma para o fonógrafo, cinco para veículos aéreos, quatro para hidroaviões, e duas para uma pilha elétrica de selénio. Em 1888 era um dos membros fundadores da National Geographic Society e transformou-se no seu segundo presidente.
Recebeu muitas honrarias. O governo francês conferiu-lhe a condecoração da Légion d'honneur (legião de honra), a Académie française atribuiu-lhe o Prix Volta (prémio Volta - 1880), de 50 mil francos, a sociedade real das artes em Londres concedeu-lhe a Medalha de Alberto, em 1902, e a universidade de Würzburg, Baviera, concedeu-lhe o grau de doutoramento honoris causa.
Bell casou-se com Mabel Hubbard em 11 Julho de 1877, tornou-se cidadão naturalizado dos Estados Unidos em 1882 e morreu em Baddeck, Nova Escócia, em 1922. Encontra-se sepultado em Beinn Bhreagh Estate, Baddeck, Nova Escócia no Canadá.
| “ | O inventor é um homem que olha ao redor do mundo e não se contenta com as coisas como elas são. Ele quer melhorar o que vê, quer beneficiar o mundo; ele é assombrado por uma ideia. O espírito de invenção o possui, buscando a materialização. | ” |
|   | — Alexander Graham Bell. |   |

## Guerra de patentes
Bell patenteou o seu telefone nos Estados Unidos no início de 1876, e por estranha coincidência, Elisha Gray submeteu no mesmo dia uma outra patente do mesmo género. O transmissor de Gray é suposto ter sido inspirado num dispositivo muito antigo conhecido como 'telefone dos amantes', no qual dois diafragmas são unidos por um fio esticado, e a voz é transmitida unicamente pela vibração mecânica do fio.
A patente de Bell foi contestada repetidamente e apareceu mais de um reivindicador para a honra e recompensa de ser o inventor original do telefone. O caso mais importante foi o de Antonio Meucci, um emigrante italiano, que demonstrou com forte evidência que em 1849, em Havana, Cuba, tinha experimentado a transmissão de voz pela corrente elétrica. Continuou a sua pesquisa em 1852 e 1853, e subsequentemente nos Estados Unidos, e em 1860 pediu a um amigo que visitava a Europa que procurasse pessoas interessadas na sua invenção. Em 1871, Meucci arquivou um requerimento no Gabinete de Patentes dos Estados Unidos, e tentou convencer o Sr. Grant, presidente da Companhia Telegráfica de Nova Iorque, a experimentar o instrumento.
A doença e a pobreza, consequência de um ferimento devido a uma explosão a bordo de um barco, retardaram as suas experiências, e impediram que terminasse a sua patente. O instrumento experimental de Meucci foi exibido na exposição de Filadélfia de 1884, e atraiu muita atenção mas o modelo demonstrado não estava completo. No pedido de patente de 1872 diz que "eu emprego o bem conhecido efeito condutor dos condutores metálicos contínuos como meio para o som, e aumento o efeito eletricamente isolando o condutor e as partes que estão em comunicação. Isto dá forma a um telégrafo falador sem a necessidade de qualquer tubo oco." Na conexão com o telefone usou um alarme elétrico.
O reconhecimento oficial de Antonio Meucci como inventor do telefone só veio em 2002, com a resolução n°. 269 do Congresso dos Estados Unidos.

## Companhia telefônica Bell
A Bell Telephone Company foi fundada em 1877, pelo sogro de Alexander Graham Bell, Gardiner Greene Hubbard, que também ajudou a organizar a New England Telephone and Telegraph Company. Em 1879, a Bell Company comprou da Western Union as patentes do microfone de carbono (grafite ou antracite), criado por Thomas Edison. Isto tornou o telefone mais eficiente para chamadas de longa distância - não era mais necessário gritar para ser ouvido.
Dom Pedro II, imperador do Brasil, foi a primeira pessoa a comprar ações da Bell Telephone Company. Um dos primeiros telefones em residência privada foi instalado no palácio imperial de Petrópolis, sua residência de verão, a cerca de 65 quilômetros do Rio de Janeiro.
A Bell e a New England  fundiram-se em 1879 para formar a National Bell Telephone Company, que, em 1880 fundiu-se com outras para formar a American Bell Telephone Company.
Em 1899, a American Telephone & Telegraph Company (AT&T) adquiriu os ativos da American Bell Telephone Company.
Posteriormente, a AT&T sofreria fusões com a SBC Communications e a BellSouth, tornando-se em 2005 a Nova AT&T.

## Publicações
- Bell, Alexander Graham (1880). «On the Production and Reproduction of Sound by Light». American Journal of Science (Read before the American Association for the Advancement of Science, in Boston, August 27, 1880). Third. 20 (118): 305–324. Bibcode:1880AmJS...20..305B. doi:10.2475/ajs.s3-20.118.305
Also published as: Bell, Alexander Graham (23 de setembro de 1880). «Selenium and the Photophone». Nature. 22 (569): 500–503. Bibcode:1880Natur..22..500.. doi:10.1038/022500a0
- Bell, Alexander Graham (1898). The Question of Sign-Language and The Utility of Signs in the Instruction of the Deaf—Two papers (PDF). Washington, D.C.: Sanders Printing Office. Cópia arquivada (PDF) em 29 de outubro de 2012
- Bell, Alexander Graham (1917). «Prizes for the Inventor: Some of the Problems Awaiting Solution». The National Geographic Magazine. 31 (2). National Geographic Society. pp. 131–146